# Rayleighovo číslo
Rayleighovo číslo se vztahuje k fyzikálnímu úkazu, tzv. proudění tepla (konvekci tepla).
Vzorec pro výpočet:
{\displaystyle Ra={\frac {\beta gH^{3}\Delta T}{kv}}},
kde {\displaystyle \beta } značí součinitel teplotní roztažnosti, {\displaystyle g} tíhové zrychlení, {\displaystyle H} výšku vrstvy kapaliny, {\displaystyle k} součinitel teplotní vodivosti a {\displaystyle v} součinitel kinematické viskozity.